# Edgell Island
Edgell Island – wyspa na Morzu Labradorskim, położona przy południowo-wschodnim brzegu Ziemi Baffina, u wejścia do Cieśniny Hudsona, na terytorium Nunavut, w Kanadzie, na północ od pobliskiej Resolution Island. Ma powierzchnię 287 km².